# Randall Jackson-Clemons
Randall Jackson-Clemons (Memphis, ...) è un ex giocatore di football americano statunitense che ha giocato come offensive lineman.